# Blathnat Corona
La Blathnat Corona è una struttura geologica della superficie di Venere.